# Hyderodes
Hyderodes is een geslacht van kevers uit de familie  waterroofkevers (Dytiscidae).
Het geslacht is voor het eerst wetenschappelijk beschreven in 1838 door Hope.

## Soorten
Het geslacht omvat de volgende soorten:
- Hyderodes crassus Sharp, 1882
- Hyderodes shuckardi Hope, 1838